# 德拜-沃勒因子
本条目中，向量與标量分別用粗體與斜體顯示。例如，位置向量通常用 {\displaystyle \mathbf {r} \,\!} 表示；而其大小則用 {\displaystyle r\,\!} 來表示。
德拜-沃勒因子（Debye–Waller factor，DWF），得名于彼得·德拜和伊瓦尔·沃勒，在凝聚态物理学中描述的是X射线衍射中由热运动引起的衰减；又被称作B因子或者温度因子。兰姆-穆斯堡尔因子是德拜-沃勒因子在相干中子散射实验和穆斯堡尔谱学中的一个推广。
在散射实验中，对于散射矢量 {\displaystyle \mathbf {q} }，{\displaystyle {\text{DWF}}(\mathbf {q} )} 给出的是弹性散射的比例；{\displaystyle 1-{\text{DWF}}(\mathbf {q} )} 则是非弹性散射的比例。（严格来讲，这种概率诠释不是非常准确。）布拉格衍射实验中，弹性散射是出现布拉格峰的原因；而非弹性散射产生的是宽广的背景噪声，除非分析对象是散射粒子的能量（例如非弹性中子散射或是电子能量损失谱），否则均被视为干扰。因此在一般的衍射实验中，只有弹性散射是有效信息。这也使得德拜-沃勒因子的计算在衍射实验中具有重要的意义。

## 背景
在劳厄完成X射线衍射实验之前，学术界曾经对此实验的可行性进行过讨论。其中一种观点认为，在室温条件下，晶格中的原子由于热运动，是无法维持其在晶格中周期性排列的位置的，因此在实际的实验中不应该观测到任何的衍射峰（即布拉格峰）。
然而，随后劳厄和布拉格等人的X射线衍射实验证实了布拉格峰的存在。实验中，当晶体的温度上升时，布拉格峰的强度下降，但其宽度不变。 以下是德拜的描述：
| “ | 我将其总结为，干涉条纹的锐度不受影响，但是他们的强度会不但随着散射角的增加而下降，而且会随着温度的升高而下降。 | ” |

## 最初的理论
对此实验现象，德拜给出了最初的理论解释。给结构因子 {\displaystyle S(\mathbf {q} )} 中表示原子位置的项 {\displaystyle \mathbf {R} _{j}} 加上关于时间的微扰项 {\displaystyle \mathbf {u} (t)}，得到修正后的原子位置为 {\displaystyle \mathbf {R} (t)=\mathbf {R} _{j}+\mathbf {u} (t)}。假设每个原子都相对各自的平衡位置独立地振动，则对修正后结构因子中的 {\displaystyle f_{j}\exp(-i\mathbf {q} \cdot \mathbf {R} _{j})} 一项变为：
{\displaystyle f_{j}\exp(-i\mathbf {q} \cdot \mathbf {R} _{j})\left\langle \exp \left(-i\mathbf {q} \cdot \mathbf {u} \right)\right\rangle }
修正项 {\displaystyle \left\langle \exp \left(-i\mathbf {q} \cdot \mathbf {u} \right)\right\rangle } 即为德拜-沃勒因子的最初来源。

## 定义
德拜-沃勒因子的基本表达式为：
{\displaystyle {\text{DWF}}=\left\langle \exp \left(-i\mathbf {q} \cdot \mathbf {u} \right)\right\rangle ^{2}}
其中的 {\displaystyle \mathbf {u} } 为热振动引起的位移，{\displaystyle \left\langle ...\right\rangle } 表示热力学平均。
{\displaystyle \left\langle \exp \left(-i\mathbf {q} \cdot \mathbf {u} \right)\right\rangle } 可被展开为
{\displaystyle 1-i\left\langle \mathbf {q} \cdot \mathbf {u} \right\rangle -{\frac {1}{2}}\left\langle (\mathbf {q} \cdot \mathbf {u} )^{2}\right\rangle +...}
假设 {\displaystyle \mathbf {u} } 在空间上具有各向同性，即{\displaystyle \left\langle \mathbf {q} \cdot \mathbf {u} \right\rangle =0}，则
{\displaystyle \left\langle \exp \left(-i\mathbf {q} \cdot \mathbf {u} \right)\right\rangle =1-{\frac {1}{2}}\left\langle (\mathbf {q} \cdot \mathbf {u} )^{2}\right\rangle +...}
注意到上式的前两项与 {\displaystyle \exp(-{\frac {1}{2}}\left\langle (\mathbf {q} \cdot \mathbf {u} )^{2}\right\rangle )} 展开式的前两项是一致的。因此可用 {\displaystyle \exp(-{\frac {1}{2}}\left\langle (\mathbf {q} \cdot \mathbf {u} )^{2}\right\rangle )} 代换{\displaystyle \left\langle \exp \left(-i\mathbf {q} \cdot \mathbf {u} \right)\right\rangle }，代入开头的基本表达式：
{\displaystyle {\text{DWF}}=\left\langle \exp \left(-i\mathbf {q} \cdot \mathbf {u} \right)\right\rangle ^{2}=(\exp(-{\frac {1}{2}}\left\langle (\mathbf {q} \cdot \mathbf {u} )^{2}\right\rangle ))^{2}=\exp(-\left\langle (\mathbf {q} \cdot \mathbf {u} )^{2}\right\rangle )}
即
{\displaystyle {\text{DWF}}=\exp(-\left\langle (\mathbf {q} \cdot \mathbf {u} )^{2}\right\rangle )}
上式即为德拜-沃勒因子在教科书中常见的定义。值得注意的是上述推导都是在经典物理学的框架之下完成的；而在量子力学中，相同的结论依然成立。
进一步的推导可得
{\displaystyle {\text{DWF}}=\exp \left(-q^{2}\langle u^{2}\rangle /3\right)}
其中 {\displaystyle q}，{\displaystyle u} 为向量 {\displaystyle \mathbf {q} }，{\displaystyle \mathbf {u} } 的大小。{\displaystyle \langle u^{2}\rangle } 叫做均方位移。若入射波的波长为 {\displaystyle \lambda }，且被弹性散射了 {\displaystyle 2\theta } 角度，可用下式计算出 {\displaystyle q} 的大小：
{\displaystyle q={\frac {4\pi \sin(\theta )}{\lambda }}}

## B因子
在对蛋白质结构的研究中，“B因子（B-factor）”这个名称更为常用，其定义为
{\displaystyle B=8\pi ^{2}\langle u^{2}\rangle }
单位为 Å2。B因子可被看作是结构中不同部分的相对振动。低B因子的原子从属于结构中良好有序（well ordered）的部分，而高B因子的原子一般属于结构中非常柔性易变（flexible）的部分。蛋白质资料库中的每一ATOM记录（PDB文件格式）都会包含某特定原子的B因子信息。